# 足利潤童子
足利 潤童子（あしかが じゅんどうじ、生年未詳 - 延徳3年7月1日（1491年8月6日））は、室町時代後期（戦国時代）の人物。足利氏の一門・堀越公方初代の足利政知の三男。母は武者小路隆光の娘で、政知側室（正室とも）の円満院。実兄に室町幕府の11代将軍・足利義澄がいる。

## 生涯
異母兄の茶々丸が素行不良のため、政知の命令で廃嫡・幽閉され、同母兄の義澄は政知の意向により、将軍後継候補として京都の天龍寺香厳院に入っていたこともあり、潤童子が代わって世子に指名された。茶々丸の廃嫡は、潤童子を政知の後継にしたい円満院の讒言によるものとする説もある。
延徳3年（1491年）4月、父・政知が死去すると、円満院が家政を差配し、潤童子による家督継承が図られた。
7月1日、潤童子は実力による家督継承を図った茶々丸によって、円満院と共に殺害された。
やがて、兄の義澄が11代将軍に就任すると、幕府奉公衆であった伊勢盛時（宗瑞、北条早雲）に仇討ちを命じ、生母と実弟を殺害した茶々丸を攻撃させたのが、いわゆる伊豆討ち入りであったといわれている。